# Brachypelma verdezi
Brachypelma verdezi är en spindelart som beskrevs av Schmidt 2003. Brachypelma verdezi ingår i släktet Brachypelma och familjen fågelspindlar. Inga underarter finns listade.